# Cristești (gmina Cristești)
Cristești – wieś w Rumunii, w okręgu Jassy, w gminie Cristești. W 2011 roku liczyła 3598 mieszkańców.